# Kim Kum-il
Kim Kum-il (en coreano: 김금일; Pionyang, 10 de octubre de 1987) es un futbolista norcoreano. Juega como delantero y su equipo actual es el 4.25 de la Liga de fútbol de Corea del Norte.

## Selección nacional
Ha sido internacional con la selección de fútbol de Corea del Norte en 12 partidos internacionales con un gol marcado.

### Participaciones en Copas del Mundo
| Mundial                        | Sede      | Resultado    | Partidos | Goles |
| ------------------------------ | --------- | ------------ | -------- | ----- |
| Copa Mundial Sub-20 de 2007    | Canadá    | Primera fase | 3        | 1     |
| Copa Mundial de Fútbol de 2010 | Sudáfrica | Primera fase | 2        | 0     |

## Clubes
| Club | País            | Año           |
| ---- | --------------- | ------------- |
| 4.25 | Corea del Norte | 2006-presente |

## Palmarés

### Distinciones individuales
| Distinción                       | Año  |
| -------------------------------- | ---- |
| Futbolista joven del año en Asia | 2007 |